# Tiquisate
Tiquisate est une ville du Guatemala située dans le département d'Escuintla.

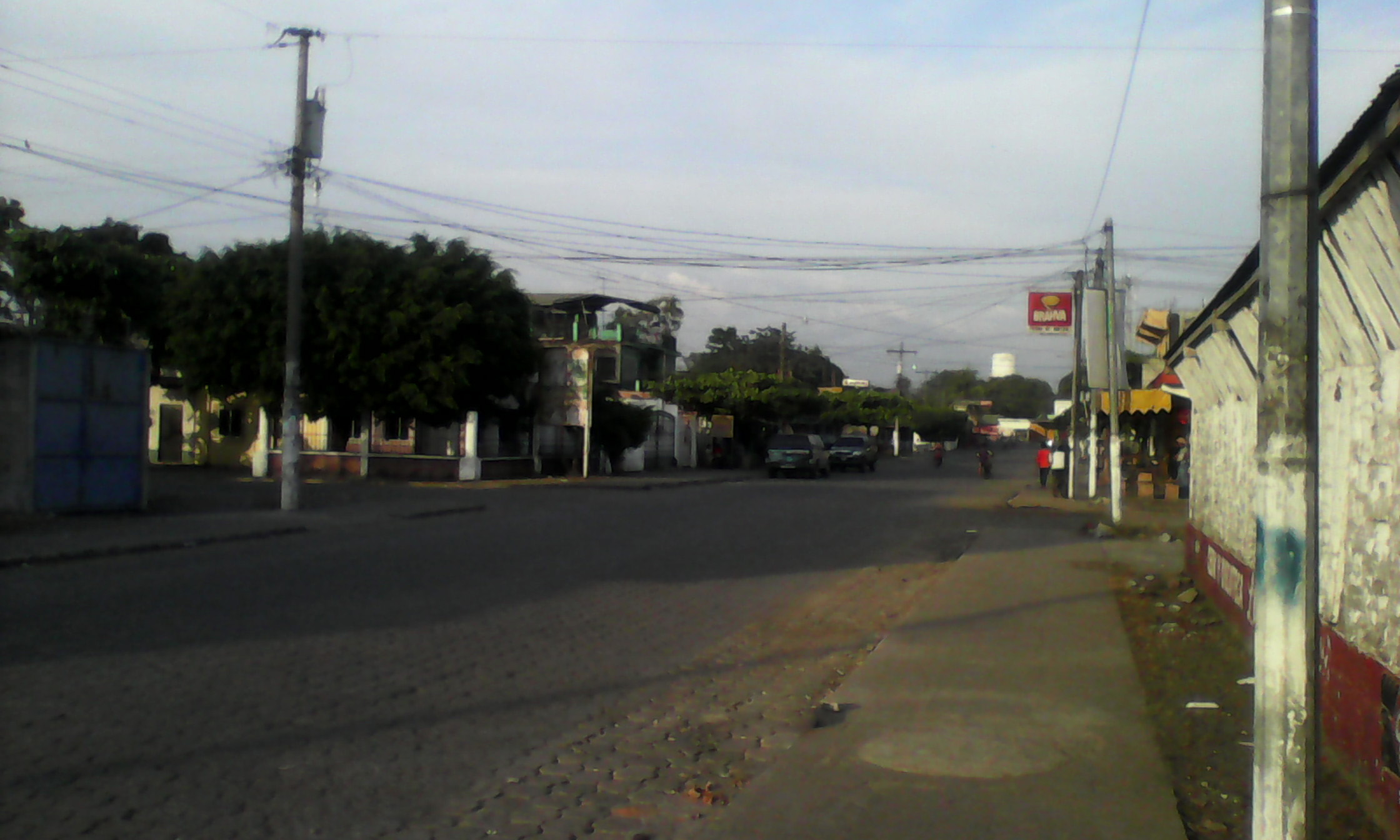
Rue principale de Tiquisate